# Santiago Eximeno
Pour les articles homonymes, voir Eximeno.
 (septembre 2018).
Santiago Eximeno Hernampérez, né le 23 mai 1973 à Madrid, est un écrivain espagnol de science-fiction, horreur et fantasy.

## Biographie
Santiago Eximeno a publié dans bon nombre de revues de littérature fantastique, dans des fanzines et sur internet. Nouvelliste, il est aussi l'auteur de micronouvelles traduites en français dans les recueils Lambeaux de ténèbres (Outworld, 2010) et Qui est le Cruciforme ? (Walrus, 2016). Il a remporté différents prix littéraires. D'autres de ses nouvelles ont été traduites en français dans le recueil Fragments de fleurs aux pétales cramoisis (Gephyre, 2018).

## Romans
- Asura (Grupo AJEC, 2004)
- Subcontratado (Ediciones Efímeras, 2005)
- Cazador de Mentiras (Jaguar, 2007)
- Bebés jugando con cuchillos (Grupo AJEC, 2008)
- Condenados (editorial Saco de Huesos, 2011)
- Osfront (court roman en collaboration avec Eduardo Vaquerizo et José Ramón Vázquez, 2013)
- Alicia en el Sótano (Libros.com, 2015)
- Alienígena (Suseya, 2017 )
- Carne y hueso  (El Transbordador, 2021)
- Lancolía (Dilatando Mentes, 2022)